# Sarah Loguen Fraser

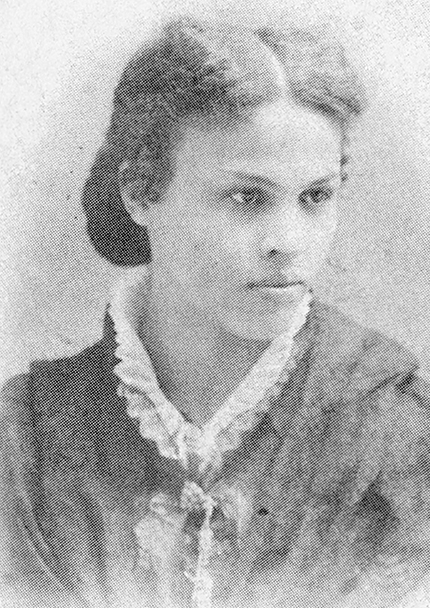
Fraser wahrscheinlich zum Zeitpunkt ihres Abschlusses an der medizinischen Fakultät, 1875

Sarah Marinda Loguen (* 29. Januar 1850 in Syracuse, New York (Bundesstaat), Vereinigte Staaten; † 9. April 1933 in Washington, D. C., Vereinigte Staaten) war eine US-amerikanische Medizinerin. Sie war die erste afroamerikanische Frau, die ihren Abschluss am Syracuse University College of Medicine machte und eine der ersten afroamerikanischen Ärztinnen, die sich auf Geburtshilfe und Pädiatrie spezialisierte.

## Leben und Werk

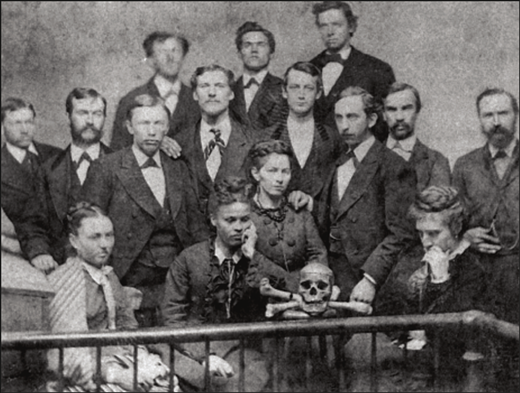
Ein Foto des Abschlussjahrgangs 1876 des Syracuse University College of Medicine, darunter Sarah Loguen Fraser, die vierte afroamerikanische Ärztin in den Vereinigten Staaten

Fraser wurde als Sarah Marinda Loguen als fünftes von acht Kindern von Reerend Jermain Wesley Loguen, einem ehemaligen Sklaven und Abolitionisten und seiner Frau Caroline Loguen, der Tochter lokaler Abolitionisten, geboren. Das Haus ihrer Eltern diente als Station der Underground Railroad, wo die Familie entflohenen Sklaven Nahrung, Unterkunft und grundlegende medizinische Versorgung bot. Ihr Vater gründete die erste Schule für afroamerikanische Kinder in der Gegend von Syracuse. 1868, in demselben Jahr, in dem sie die High School abschloss, wurde ihr Vater Bischof der African Methodist Episcopal Church. Sie arbeitete als Sekretärin ihres Vaters und lernte Deutsch. 1872 starb ihr Vater und da ihre Mutter bereits 1867 gestorben war, wurde sie Familienoberhaupt, da ihre älteste Schwester geheiratet hatte und nach Washington, D.C. gezogen war.

## Medizinische Ausbildung und erste Ärztin in der Dominikanischen Republik

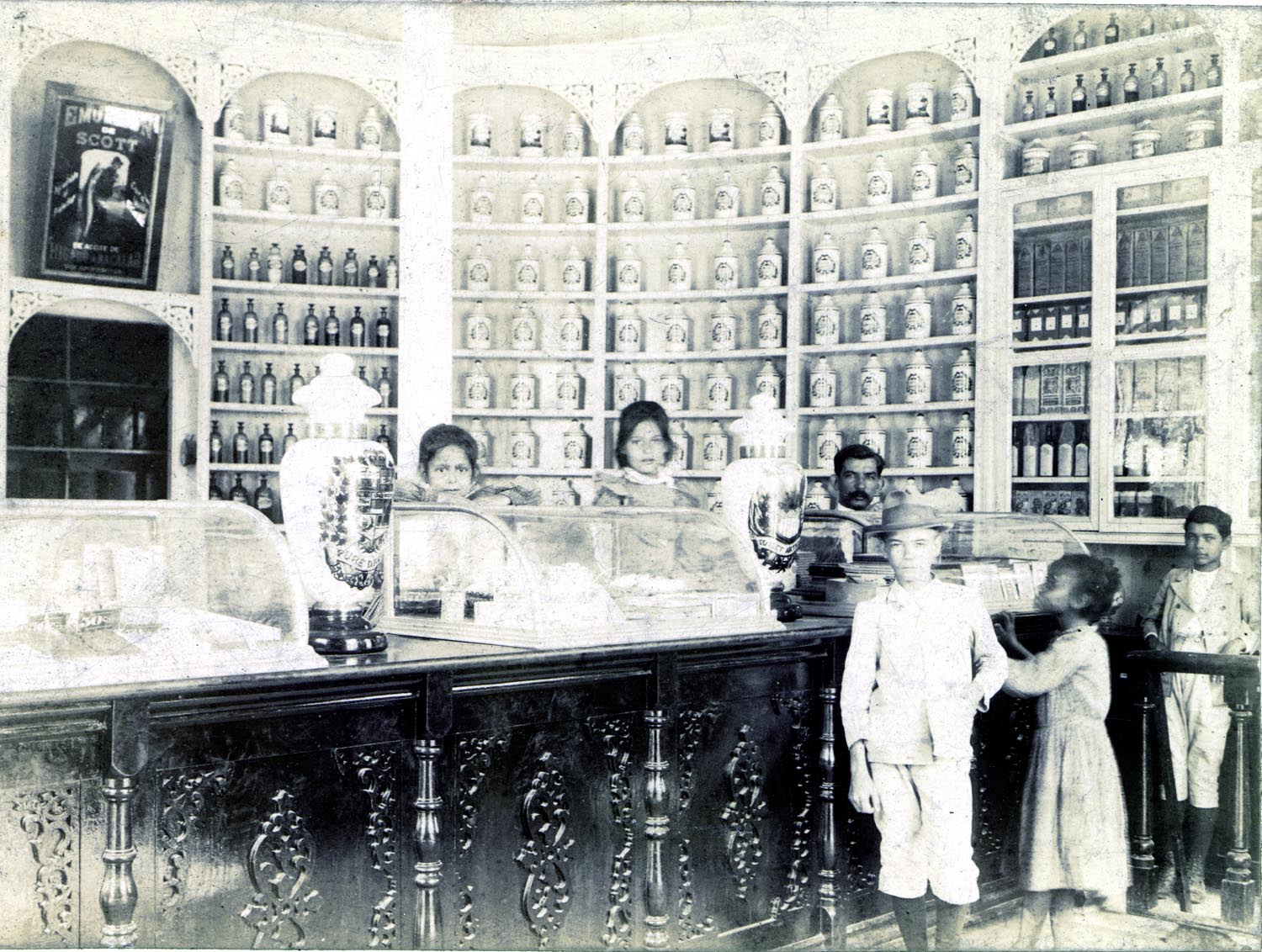
Ein Schwarzweißfoto der Apotheke von Dr. Charles Fraser und seiner Frau, Dr. Sarah Loguen Fraser, in Puerto Plata, Dominikanische Republik

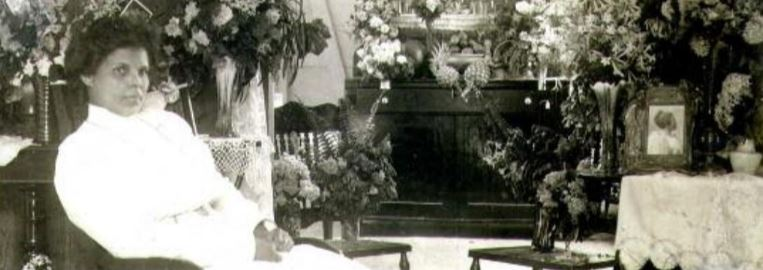
Sarah Loguen Fraser in ihrem Haus in Puerto Plata in der Dominikanischen Republik, 1885

1873 begleitete Fraser fünf Monate lang den Arzt der Familie, Michael D. Benedict, und wurde daraufhin am 3. Oktober 1873 an der|Syracuse School of Medicine aufgenommen. Sie schloss dort im Frühjahr 1876 ihr Medizinstudium ab und wurde damit die vierte afroamerikanische Ärztin in den Vereinigten Staaten. 1877 absolvierte sie ein Praktikum am Women's Hospital of Philadelphia und 1878 ein zweites Praktikum am New England Hospital for Women and Children in Boston.
1879 zog Fraser nach Washington, D.C., um bei ihrer älteren Schwester zu leben und eine Privatpraxis zu eröffnen. Während ihres Aufenthalts in Washington lernte sie ihren zukünftigen Ehemann Charles Alexander Fraser kennen, einen Apotheker aus Santo Domingo. Das Paar heiratete am 19. September 1882 in Syracuse und zog dann auf die Plantage des Ehemannes nach Puerto Plata in der Dominikanischen Republik. Fraser hatte keine Spanischkenntnisse, studierte die Sprache und bestand 1884 die erforderliche Abschlussprüfung an der Universidad Autónoma de Santo Domingo. Sie wurde die erste Ärztin und erste Kinderärztin der Dominikanischen Republik.
Ihre Praxis war gesetzlich auf die Behandlung von Frauen und Kindern beschränkt und selbst dann nur mit der Erlaubnis des Ehemanns oder Vaters. Da ihr durch die Apotheke ihres Mannes ein Einkommen garantiert war, bot sie ihren Patientinnen kostenlose Behandlungen an. 1883 bekam Fraser eine Tochter und im folgenden Jahr starb ihr Ehemann an einem Schlaganfall. Nach dem Tod ihres Ehemannes verkaufte Fraser die Plantage in der Dominikanischen Republik und zog mit ihrer Tochter zurück nach Washington.

## Rückkehr in die USA
Nach ihrer Rückkehr in die USA stellte sie fest, dass viele Bürgerrechtsgesetze entweder ignoriert oder aufgehoben worden waren und in Washington in allen Bereichen des öffentlichen Lebens eine Politik der Rassentrennung herrschte. Aufgrund dieser politischen und gesellschaftlichen Veränderungen schickte sie 1897 ihre Tochter auf ein Internat außerhalb von Paris.
Nachdem sie in Paris gelebt hatte, kehrte sie nach Syracuse zurück, praktizierte Kinderheilkunde und betreute afroamerikanische Hebammen. 1907 zog sie nach Washington, D.C. in das Haus ihrer Schwester. 1908 nahm sie eine Stelle als Assistenzärztin an der Blue Plains Industrial School for Colored Boys an, die in einem unbebauten Gebiet in Maryland an der Mündung des Potomac River gebaut worden war.
In den 1920er Jahren erkrankte sie an einer Nierenerkrankung und Alzheimer. Sie starb 1933 im Alter von 83 Jahren in Washington.
In Syracuse wurde der Familie Loguen ein kleiner Park gewidmet und das Kinderbetreuungszentrum der Upstate Medical University wurde nach Fraser benannt. Das Sarah Loguen Fraser Alumni-Stipendium wird jährlich an einen Medizinstudenten im ersten oder zweiten Jahr der Upstate Medical University vergeben.